# Tácito
 (mars 2023).
Si vous disposez d'ouvrages ou d'articles de référence ou si vous connaissez des sites web de qualité traitant du thème abordé ici, merci de compléter l'article en donnant les références utiles à sa vérifiabilité et en les liant à la section « Notes et références ».
Tácito est un groupe constitué d'intellectuels, d'hommes politiques et de journalistes espagnols, dont la majorité était issue du franquisme, qui entre 1973 et 1976 défendirent l'option d'une sortie démocratique à la dictature franquiste et exercèrent une influence importante dans certains secteurs liés au régime depuis des postulats idéologiques démocrates chrétiens et libéraux.

## Histoire
On considère Alfonso Osorio et Abelardo Algora comme ses fondateurs, lorsqu’ils prirent la tête en 1973, au Colegio Mayor Universitario San Pablo de Madrid, d'une initiative réunissant des hommes politiques et des journalistes qui publia des articles dans un grand nombre de revues espagnoles sous le pseudonyme de Grupo Tácito (en référence à l'orateur, philosophe et historien romain Tacite). Le groupe défendait une voix réformiste pour sortir de la dictature, proche de celle sur laquelle miseraient plus tard, avec succès, Adolfo Suárez et son parti l'Union du centre démocratique.

## Membres
Outre Osorio et Algora, on peut citer parmi les membres les plus célèbres du groupe Eduardo Carriles, Íñigo Cavero, Leopoldo Calvo-Sotelo, Landelino Lavilla, Jacobo Cano, Alejandro Royo-Villanova, Marcelino Oreja Aguirre, José Luis Álvarez, Juan Antonio Ortega, José Giménez Mellado, Fernando Álvarez de Miranda, Andrés Reguera Guajardo, José Manuel Otero Novas, Juan Carlos Guerra Zunzunegui, Gabriel Cañadas, Joaquín Satrústegui, Gabriel Peña, José María Sanz Pastor, Juan Muñoz, Ignacio Gómez Acebo, Juan José Franch et Óscar Alzaga.